# Chrzczany
Chrzczany – wieś w Polsce położona w województwie mazowieckim, w powiecie sochaczewskim, w gminie Sochaczew. Ma status sołectwa.
| SIMC    | Nazwa    | Rodzaj    |
| ------- | -------- | --------- |
| 0738177 | Żaboklik | część wsi |

W latach 1975–1998 miejscowość administracyjnie należała do województwa skierniewickiego.